# Pseudoschrankia
Pseudoschrankia is een geslacht van vlinders van de familie spinneruilen (Erebidae), uit de onderfamilie Hypeninae.

## Soorten
- P. cyanias Meyrick, 1899
- P. epichalca Meyrick, 1899
- P. leptoxantha Meyrick, 1904